# Slättlärka
Slättlärka (Corypha kabalii) är en fågelart i familjen lärkor inom ordningen tättingar.

## Utseende och läte
Slättlärkan är en stor och kraftig lärka. Den har en kort huvudtofs, rejäl näbb och en roströd vingpanel som syns tydligt i flykten. Fjäderdräkten varierar geografiskt, från rostrött på ryggen och enfärgat beige undertill till gråryggig och med streckat bröst. Den skiljer sig från andra lärkor i sitt utbredningsområde på större storlek och kraftigare näbb. 
Sången består av en enkel kombination av två till tre toner som upprepas gång på gång.

## Utbredning och systematik
Slättlärka delas in i två underarter med följande utbredning:
- Corypha kabalii kabalii – nordöstra Angola (Luiacana) och västra Zambia (Balovale)
- Corypha kabalii malbranti – centrala och södra Demokratiska Republiken Kongo (Djambala, Petianga och Kasai) till sydöstra Gabon

Den kategoriserades tidigare som del av Mirafra africana men urskildes 2024 som egen art efter studier som visar på skillnader i utseende, läten och genetik.

### Släktestillhörighet
Fågeln placerades tidigare i släktet Mirafra, men genetiska studier från 2023 visar att det släktet kan delas upp i fyra klader som är förhållandevis gamla, äldre än flera andra släkten i familjen. Författarna rekommenderar därför att Mirafra delas upp i flera släkten, där slättlärka med släktingar lyfts ut till Corypha. Denna linje följs här.

## Levnadssätt
Slättlärkan hittas i öppna gräsmarker, gräsrik savann, öpppet skogslandskap och i jordbruksområden. Den ses oftast i par.

## Status
IUCN har ännu inte urskilt platålärkan som egen art, varför dess hotstatus inte bedömts.